# Huta Wielka
Huta Wielka (deutsch Albrechtswalde) ist eine Ortschaft in der Woiwodschaft Ermland-Masuren im nordöstlichen Polen. Der Ort gehört zur Gmina Zalewo im Powiat Iławski.
Huta Wielka liegt in der Moränenlandschaft des Oberlands, etwa zwölf Kilometer südöstlich von Zalewo. Der Ort befindet sich in der Nähe des Jezioro Dauby (deutsch Dubensee).
Albrechtswalde wurde im Jahre 1714 von dem Tribunalrat Johann Albrecht von Schönaich im südlichen Teil der Gemarkung Schnellwalde gegründet. Er wollte in seinem Todesjahr alle seine Kinder bedenken und gründete deshalb:
"1. Ein neu Dörfchen, genannt Schönaich, hält 15 Huben, 2. Ein Vorwerk, Herrlichkeit genannt, 3. 2 Dörfchen, genannt Albrechtswalde und Leusnersberg."
Der Name Albrechtswalde leitet sich vom Namen seines Sohnes Albrecht ab.
Im 19. Jahrhundert hatte Albrechtswalde den Status einer Landgemeinde. Sie wurde im Jahre 1874 in den neu errichteten Amtsbezirk Weepers im Kreis Mohrungen, nach dessen Auflösung 1882 in den Amtsbezirk Auer eingegliedert. Im Jahre 1928 wurde Albrechtswalde nach Schnellwalde eingemeindet, aber erst 1929 wurde die Gemarkung Albrechtswalde aus der Verwaltungszugehörigkeit zum Amtsbezirk Auer entlassen und (wie die übrige Gemeinde Schnellwalde) in den Amtsbezirk Karnitten eingegliedert.
Nach der Eingliederung in den polnischen Staat wurde Albrechtswalde in Huta Wielka (wörtlich "große Hütte") umbenannt, im Juni 1945 der Gmina Zalewo und 1946 der Gmina Boreczno angeschlossen. Zwischen 1952 und 1973 bildete Huta Wielka eine Gromada im Powiat Morąski. Seit 1973 gehört der Ort zur Gmina Zalewo und wird vom Schulzenamt Duba mitbetreut.